# Sylvestre Ntibantunganya

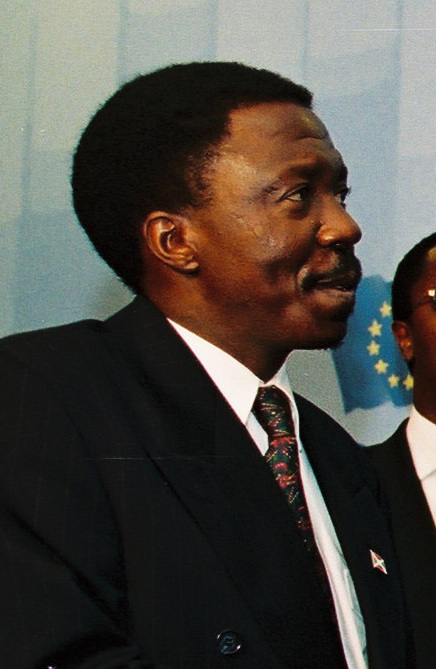
Sylvester Ntibantunganya (1994)

Sylvestre Ntibantunganya (* 8. Mai 1956 in Gitega) war von 1994 bis 1996 Staatspräsident von Burundi und wurde in einem Staatsstreich am 25. Juli 1996 vom früheren Präsidenten Pierre Buyoya gestürzt. Sylvestre Ntibantunganya gehört der Ethnie der Hutu an.